# Boesenbergia longipes
Boesenbergia longipes är en enhjärtbladig växtart som först beskrevs av George King, David Prain och Henry Nicholas Ridley, och fick sitt nu gällande namn av Rudolf Schlechter. Boesenbergia longipes ingår i släktet Boesenbergia och familjen Zingiberaceae. Inga underarter finns listade i Catalogue of Life.